# Народная молитва
Народная молитва — молитва, бытующая в народной традиции. К числу народно-христианских молитв принадлежат канонические молитвы, бытующие в народной культуре, фрагменты церковной службы, наделяемые в народной среде апотропеической функцией (то есть имеющие неканоническое применение), и собственно неканонические молитвы.
Народные молитвы могут принадлежать к «потаённому фольклору», куда входят также заговоры, апокрифические тексты, «святые письма».
Функционирование и закрепление народных молитв в традиции в качестве апотропеев (ритуалов-оберегов) в значительной мере определяется не их собственной семантикой, а высоким сакральным статусом. Сами по себе эти тексты не обладают апотропеической семантикой, и использование их как оберегов определяется их способностью, как считается, предотвращать потенциальную опасность. Основная часть корпуса таких текстов книжного происхождения и проникла в народную традицию с принятием христианства, меньшая часть — аутентичные тексты.
В отличие от требников (содержащих, в частности, канонические молитвы), где за каждой молитвой закреплено строго определённое употребление, в народной культуре канонические христианские молитвы обычно не имеют такой закреплённости, а используются как универсальные апотропеи на все случаи жизни. Основная причина этого в том, что круг канонических молитв, известных в традиционной культуре, чрезвычайно узок. Сюда относятся такие распространённые молитвы, содержащие апотропеическую семантику, как «Да воскреснет Бог, и расточа́тся врази́ Его» (в восточнославянской народной традиции обычно именуется «Воскресной молитвой») и 90-й псалом «Живый в помощи» (обычно по народной этимологии переделывается в «Живые помощи»), а также «Отче наш» и «Богородице Дево, радуйся» (в католической традиции — Zdrowiaś, Maria). Молитва «Отче наш» в народной среде выступает как универсальный апотропей, что объясняется её исключительным статусом — это единственная «нетварная» молитва, то есть данная людям самим Богом, Христом. В то же время, эта молитва является декларацией принадлежности человека к христианскому миру и пребывания его под защитой небесных сил.
В качестве оберегов функционируют и фрагменты церковной службы, никак по смыслу не связанные с апотропеической ситуацией, в которой они используются. Например, начало из Литургии Василия Великого «О тебе радуется, Благодатная, всякая тварь, Ангельский собор и человеческий род…» может читаться хозяином во время выгона коровы на пастбище.
Апокрифические молитвы (в индексе отреченных книг — «ложные молитвы») представляют собой молитвы, составленные по образцу церковных, но содержащие большое число вставок из народных поверий, заговоров, заклинаний, в ряде случаев переделки или отрывки из апокрифов. Апокрифические молитвы и жития, адаптированные для «защитных» целей, намного более распространены в народной традиции, чем канонические церковные тексты. Апокрифические молитвы являются в основном текстами книжного происхождения. Одни их варианты могут сохранять жанровую форму молитвы, другие приобретают черты заговоров. Часто переписывались и использовались в качестве талисманов и амулетов, которые носились вместе с нательным крестом или хранились в доме.
Чаще всего встречаются молитвы-заговоры от лихорадки. В тексте обычно упоминаются святой Сисиний и иродовы дочки — лихорадки. Исключительной по распространённости является апокрифическая молитва «Сон Богородицы», содержащая рассказ Богоматери о крестных муках Христа. Текст известен как в католической, так и в православной традициях в многочисленных вариантах. В народной среде восточных славян эта молитва занимает доминирующее место и почитается наравне с «Отче наш» и 90-м псалмом. Чаще всего она произносилась перед сном в качестве общеапотропеического текста. Текст «Сна Богородицы» в качестве талисмана носился в ладанке вместе с нательным крестом. В числе текстов книжного происхождения как у православных, так и у католиков, значительную долю составляют апокрифические молитвы, содержащие рассказ о жизни и распятии Христа или о других значимых событиях Священной истории. Рассказ о крестных муках Христа ради спасения человечества проецирует идею всеобщего спасения на конкретную ситуацию, поэтому считается, что в некоторых случаях для спасения от опасности достаточно упоминания о событиях из жизни Христа.
Среди русских Карелии и соседних областей пастухи воспринимались как представители профессии, обязывающей знать особую молитву («отпуск»), который старый пастух должен был продать (не отдать даром) молодому преемнику. Там же в новейшее время «потаëнный фольклор», включая народные молитвы, записывался в тетради или на отдельные листы.